# Dichostates concretus
Dichostates concretus là một loài bọ cánh cứng trong họ Cerambycidae.